# Salvatore Barberi
Salvatore Barberi (Buccheri, 1º agosto 1899 – 27 agosto 1994) è stato un politico italiano.

## Biografia
Ricoprì la carica di deputato per cinque legislature, prima in rappresentanza del Partito Nazionale Monarchico e poi della Democrazia Cristiana.
Alle politiche del 1953 si candidò coi monarchici (19.296 preferenze), venendo eletto in seguito all'opzione di Uberto Bonino per il collegio unico nazionale; fu quindi confermato alle politiche del 1958 (16.134 preferenze).
Nel 1959, dopo la riunificazione tra Partito Nazionale Monarchico e Partito Monarchico Popolare, aderì al Partito Democratico Italiano, formazione che abbandonò nel 1960; nel 1962 passò alla Democrazia Cristiana.
Nelle liste della DC fu eletto alle politiche del 1963 (54.471 preferenze) e alle politiche del 1968 (49.140 preferenze); nell'aprile 1976 (avendo ottenuto 37.372 preferenze alle politiche del 1972) subentrò al dimissionario Domenico Magrì, restando in carica fino al luglio successivo.